# Parallelia solomonensis
Parallelia solomonensis är en fjärilsart som beskrevs av George Francis Hampson 1913. Parallelia solomonensis ingår i släktet Parallelia och familjen nattflyn. Inga underarter finns listade i Catalogue of Life.